# Park Holubička (Praha)
Park Holubička (park U holubičky) je malý městský park, který se nachází u Starých Zámeckých schodů na Malé Straně v Praze na rohu ulic Valdštejnská a Klárov, poblíž stanice metra Malostranská.

## Další informace
Park vznikl ve 20. letech 20. století na místě zbořené vojenské pekárny. V parku se nachází skulptura Dívka s holubicí od Václava Šimka instalovaná v roce 1960. V parku je poměrně velké množství laviček, což vytváří oázu klidu v poměrně rušné Malé Straně. Park je každodenně přístupný bez omezení.

## Galerie

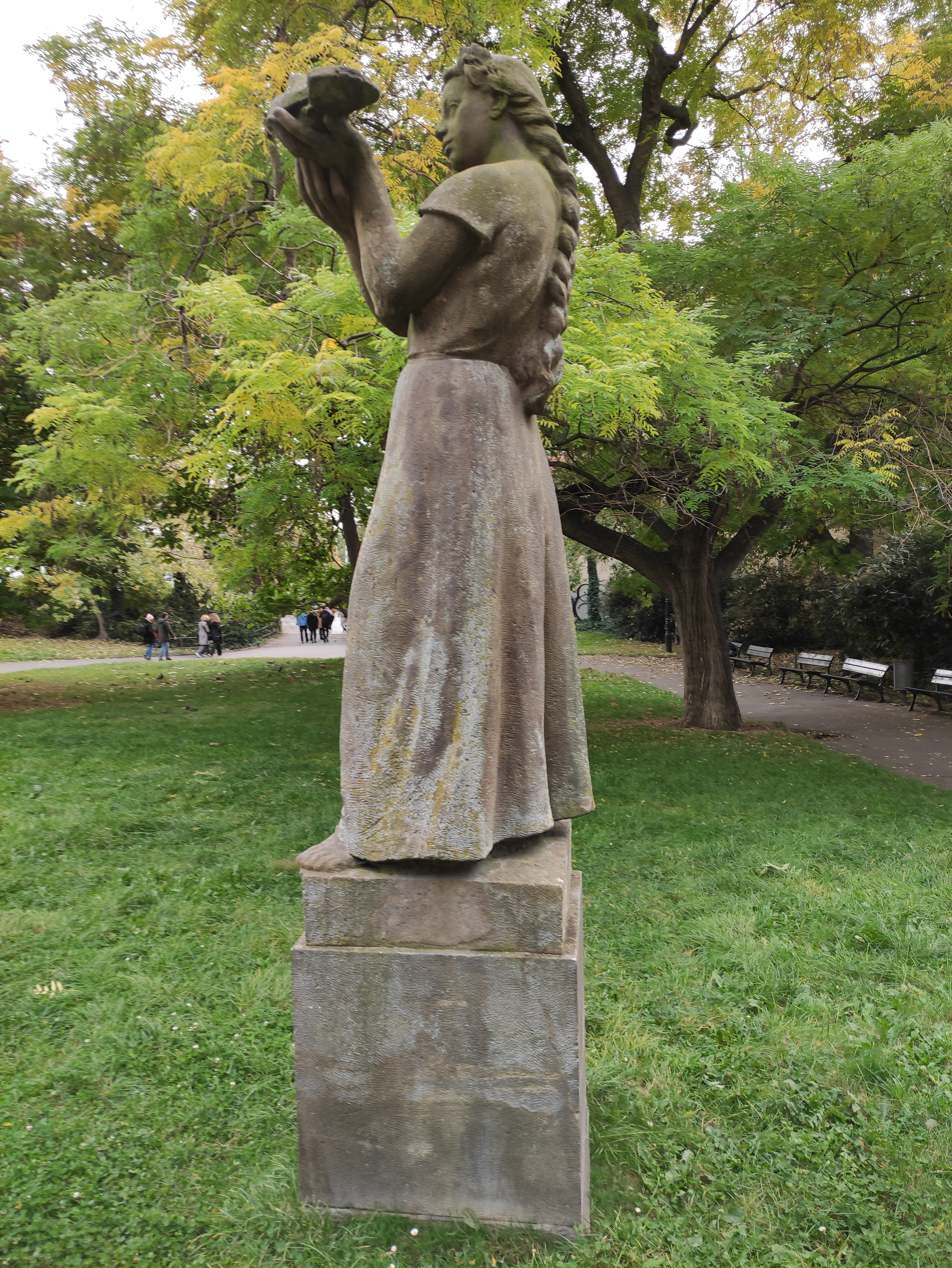
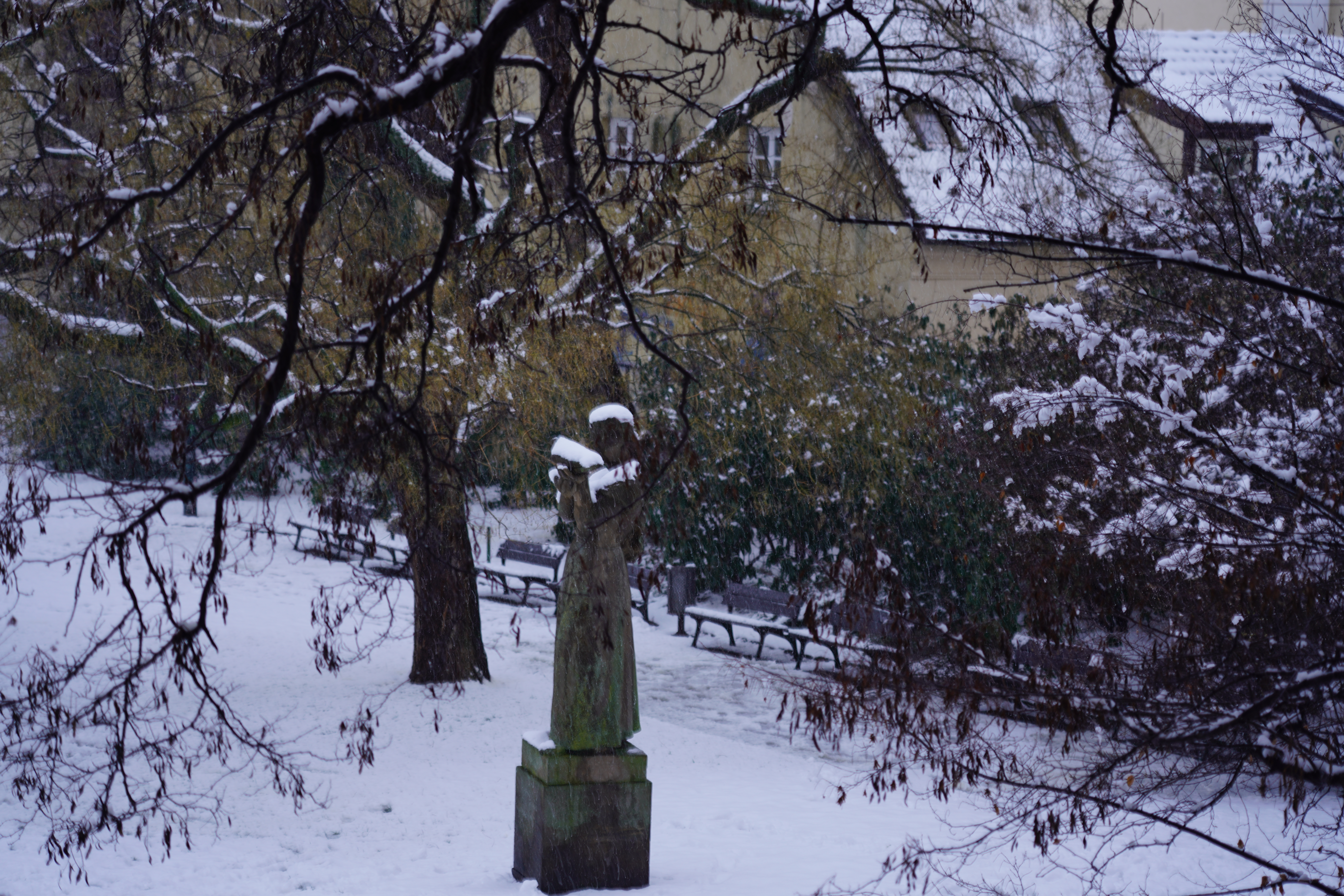
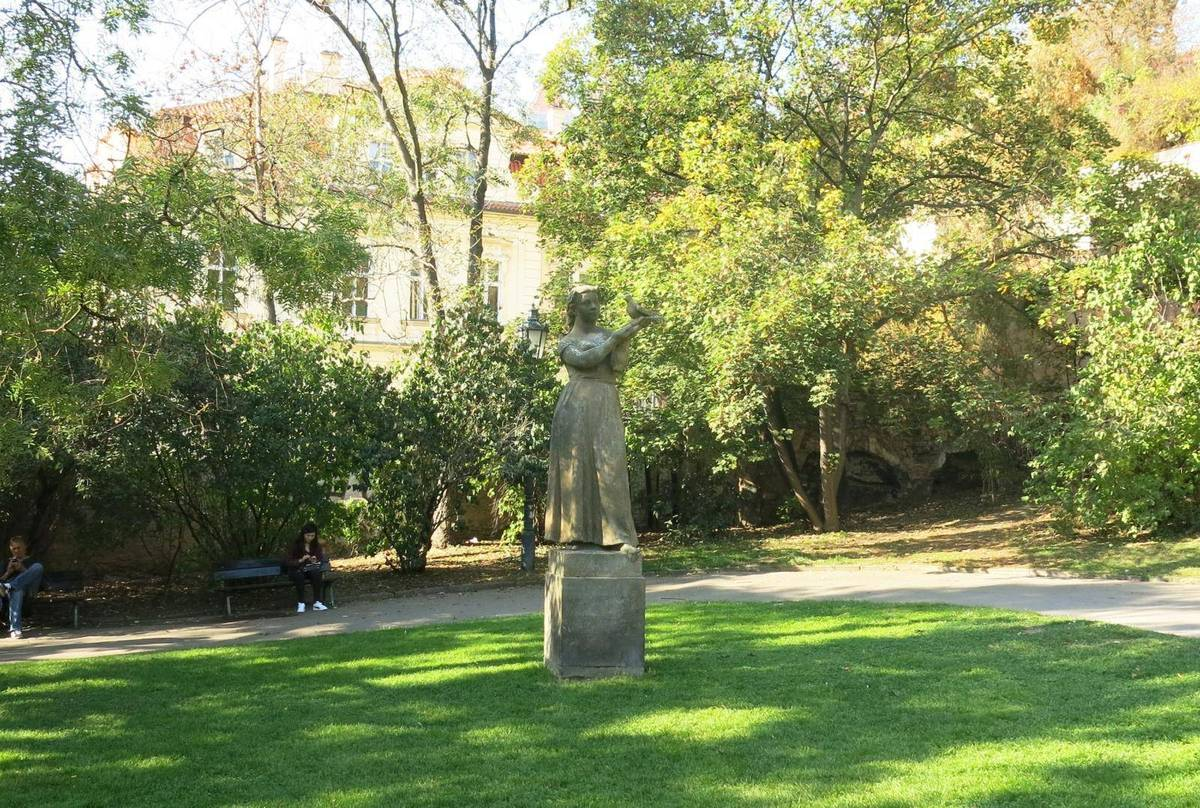
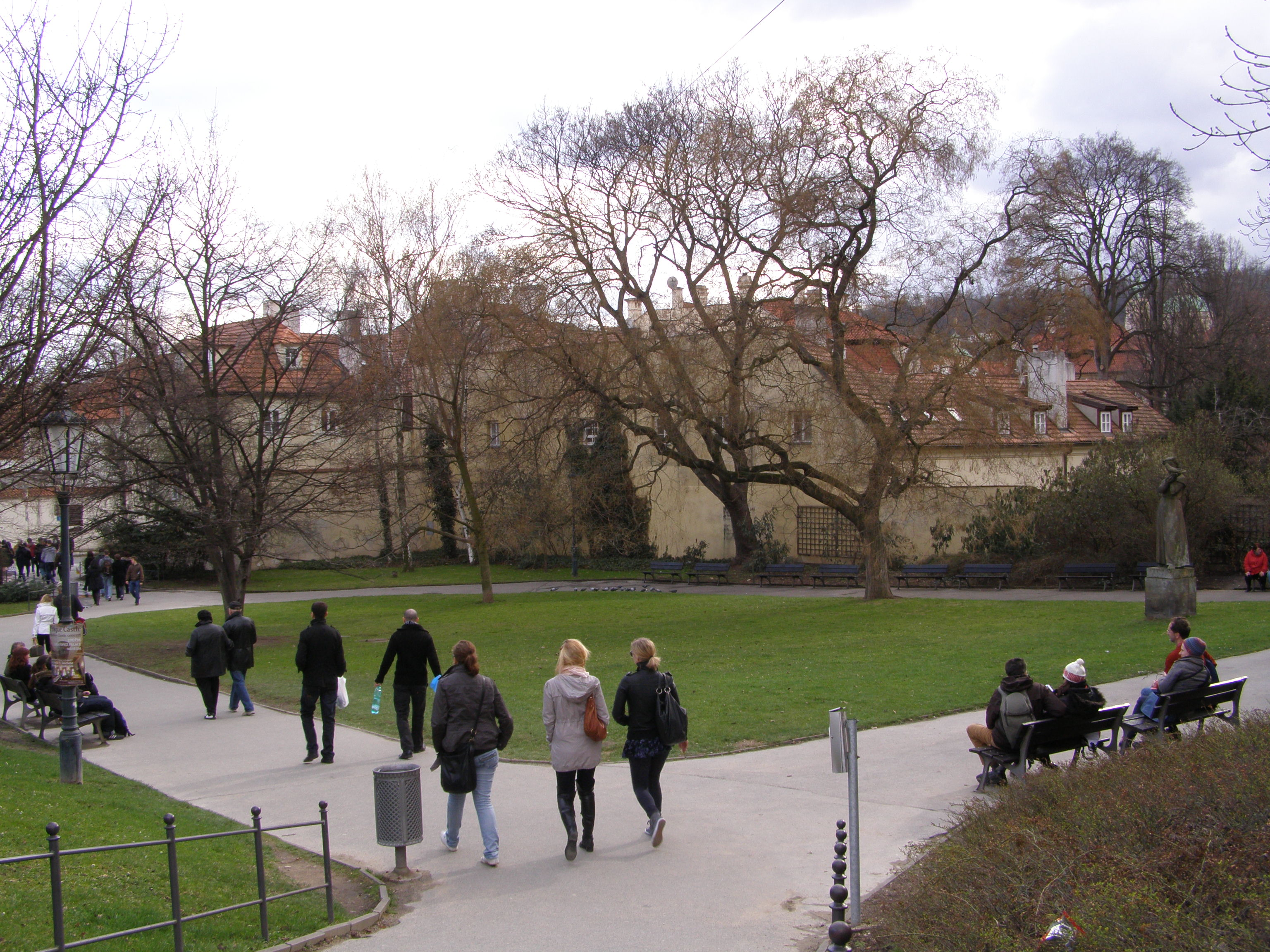